# Marie Frank
Marie Frank (født 28. august 1973 i Viborg) er en dansk singer-songwriter.
Frank fik sit gennembrud i 1999 med albummet Ancient Pleasures, som blev indspillet i New York året forinden. Albummet gav hende hittene "Symptom of My Time", "Save a Little Love" og "Heart of Saturday Night", og endte med at sælge 40.000 eksemplarer. Hun vandt i 2000 hele fire priser ved uddelingen af Dansk Grammy: Årets danske sangerinde, Årets nye danske navn, Årets danske pop-udgivelse, ligesom hun vandt prisen for Årets danske dance-udgivelse for klubhittet "Under the Water" sammen med house-duoen Brother Brown. I 2001 kom hendes andet album Vermilion, der affødte hittet "Worth It". Albummet solgte til guld og indbragte hende prisen som Årets danske sangerinde ved Danish Music Awards 2002. I 2002 brød hun med det multinationale selskab BMG og stiftede sit eget pladeselskab Frankly Spinning Music sammen med producer Kent Olsen. Marie Frank udsendte i 2003 minialbummet Swimmingly med sange udelukkende skrevet af den amerikanske sangskriver Neill C. Furio, som hun mødte i 1998 under indspilningerne af Ancient Pleasures.

## Diskografi

### Album
- Ancient Pleasures (1999)
- Vermilion (2001)
- Swimmingly (2003)
- Where the Wind Turns the Skin to Leather (2005)
- Pop Your Wheeze (2010)
- Kontinua (2015)

### Singler
- "Symptom of My Time" (1999)
- "Save a Little Love" (1999)
- "Heart of Saturday Night" (2000)
- "Right Beside You" (2000)
- "Worth It" (2001)
- "Big Love" (2002)
- "Hit You Where It Hurts" (2002)
- "Whoops Wrong Daisy"  (2003)
- "I Like It When You Sleep" (2005)